# 鄭韻婷
鄭韻婷（1990年—2005年7月28日），第三屆總統教育獎得主，因白血病而早逝。

## 生平
鄭韻婷生於1990年，二歲時父親因車禍身亡。鄭韻婷姐姐鄭韻如在七個月大時就得肝膿瘍，由李慶雲診斷才救回。母親鄭明淑則以「超級健康寶寶」形容鄭韻婷從小身體好，還參加過全國溜冰大賽、游泳日月潭。如2001年9月23日，就讀於中正國小的鄭韻婷、與鄭韻如以七十分鐘完成泳渡日月潭。
2002年3月，一家三口舉家搬到屏東縣潮州鎮，兩姊妹轉入四林國小。8月11日，鄭韻如因一百六十餘面溜冰獎牌等優秀事蹟，而獲總統教育獎。2003年，鄭韻婷也以金牌二十幾面、銀牌十二面、銅牌十四面、獎杯二十座，通過第三屆總統教育獎決選。7月11日，第三屆得獎名單揭曉，鄭韻婷是六十八位之一，8月6日，屏東縣長蘇嘉全妻子洪恆珠贈大鵬灣海洋嘉年華會親子繪畫比賽優勝獎給鄭韻婷一家。
但2003年上學期期末考時，鄭韻婷突然發高燒，輾轉至高醫附醫才發現罹患血癌。護士回憶，鄭韻婷進加護病房時，林志炫剛好得金曲獎提名，她就用音符畫林志炫三個字，希望他得獎。鄭韻婷因為白血球趨近於零而出不了院，平日以她用過的點滴袋洗淨後吹成圓鼓狀，以在上面畫各式卡通圖案，送給住院病童。在住院期間，她總共送出上百個點滴袋的畫，之後只保存兩個給家人。期間，由屏東縣教育局安排，每次考試由學校老師帶來考卷，鄭韻婷還能保持前三名。國小畢業典禮時，她特別向醫院申請出院參加，以全校第二名成績上台接受三個獎項。畢業後，她考上光春國中美術班。
鄭韻婷化療期間，特等病房一天就要新台幣1400元。鄭明淑只好辭去安親班工作，從潮州往返高醫照顧女兒，以社會局低收入戶微薄補助維生。
2005年3月3日，台灣兒童暨家庭扶助基金會在中國信託銀行屏東分行義賣時，鄭韻婷在癌症病房響應，作出兩個紙黏土吊飾，取名「快樂小丑與飛揚汽球」、「野河塘邊的大眼蛙」作義賣。6月27日，鄭韻婷因肺部有霉菌感染復發，進住加護病房急救。7月9日，總統陳水扁到高醫附設醫院探視鄭韻婷。7月28日，鄭韻婷離世。8月14日追思會上，播放林志炫致意談話和演唱影片。

## 身後
2005年12月12日到16日，高雄市府舉辦鄭韻婷紀念畫展，由高雄市代理市長葉菊蘭主持開幕，遺族、教育局長鄭進丁、中華藝校董事長呂惠美與校長吳梅嵩等參加。2006年7月3日到16日，屏東社會綜合福利館208室舉辦「窗外的陽光－鄭韻婷紀念畫展」開幕活動，義賣收錄畫作的《點滴袋上的畫：血癌病童鄭韻婷與鄭媽媽的故事》，以10%所得收入協助遺族償還積欠約新台幣200萬元醫療費。

## 專書
- 鄭明淑. . 奧林文化. 2006  [2024-02-27]. ISBN 9789570391602. （原始内容存档于2024-02-27）.